# Capistrano (kommun)
Capistrano är en kommun i Brasilien.   Den ligger i delstaten Ceará, i den östra delen av landet, 1 600 km nordost om huvudstaden Brasília. Antalet invånare är 17 063. Arean är 195 kvadratkilometer.
Terrängen i Capistrano är platt åt sydost, men åt nordväst är den kuperad.
Omgivningarna runt Capistrano är huvudsakligen savann. Runt Capistrano är det ganska tätbefolkat, med 54 invånare per kvadratkilometer.